# Атантай
Атантай (каз. Атантай) — село в Каркаралинском районе Карагандинской области Казахстана. Входит в состав аульного округа Коянды. Находится примерно в 67 км к северо-востоку от районного центра, города Каркаралинска. Код КАТО — 354871200.

## Население
В 1999 году население села составляло 260 человек (139 мужчин и 121 женщина). По данным переписи 2009 года, в селе проживало 37 человек (23 мужчины и 14 женщин).